# Domenichino

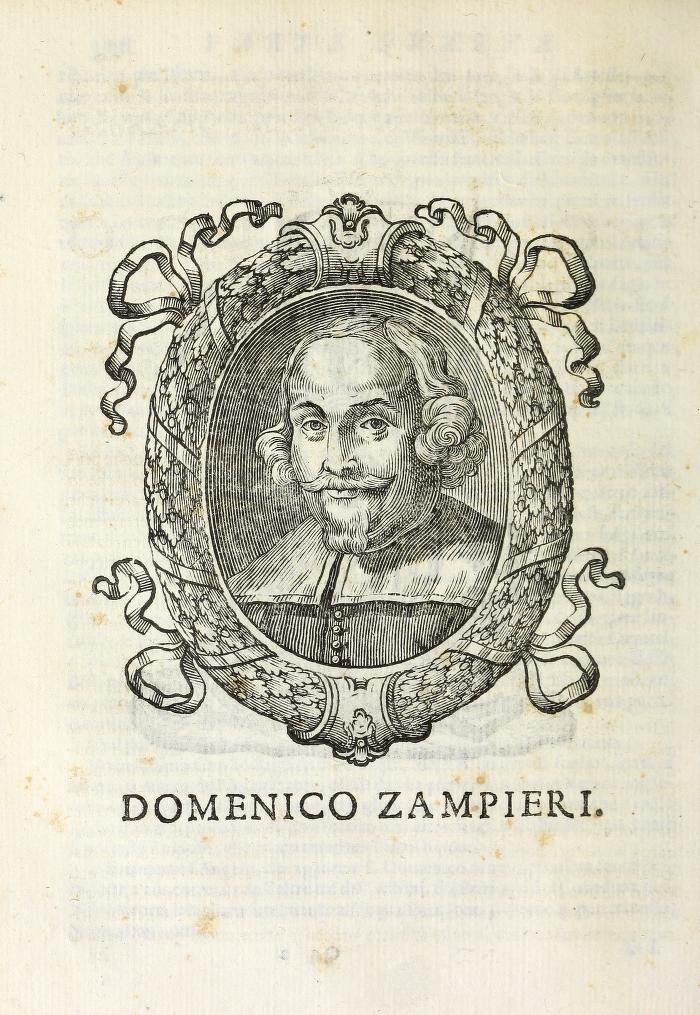
Domenico Zampieri, Kupferstich aus Malvasias Felsina pittrice, 1678

Domenichino, eigentlich Domenico Zampieri (* 21. Oktober 1581 in Bologna; † 6. April 1641 in Neapel) war ein italienischer Maler und Freskant der Bologneser Schule, der vor allem in Rom und Umgebung und in Neapel wirkte. Er war neben Guido Reni ein wichtiger Vertreter des barocken Klassizismus.

## Leben

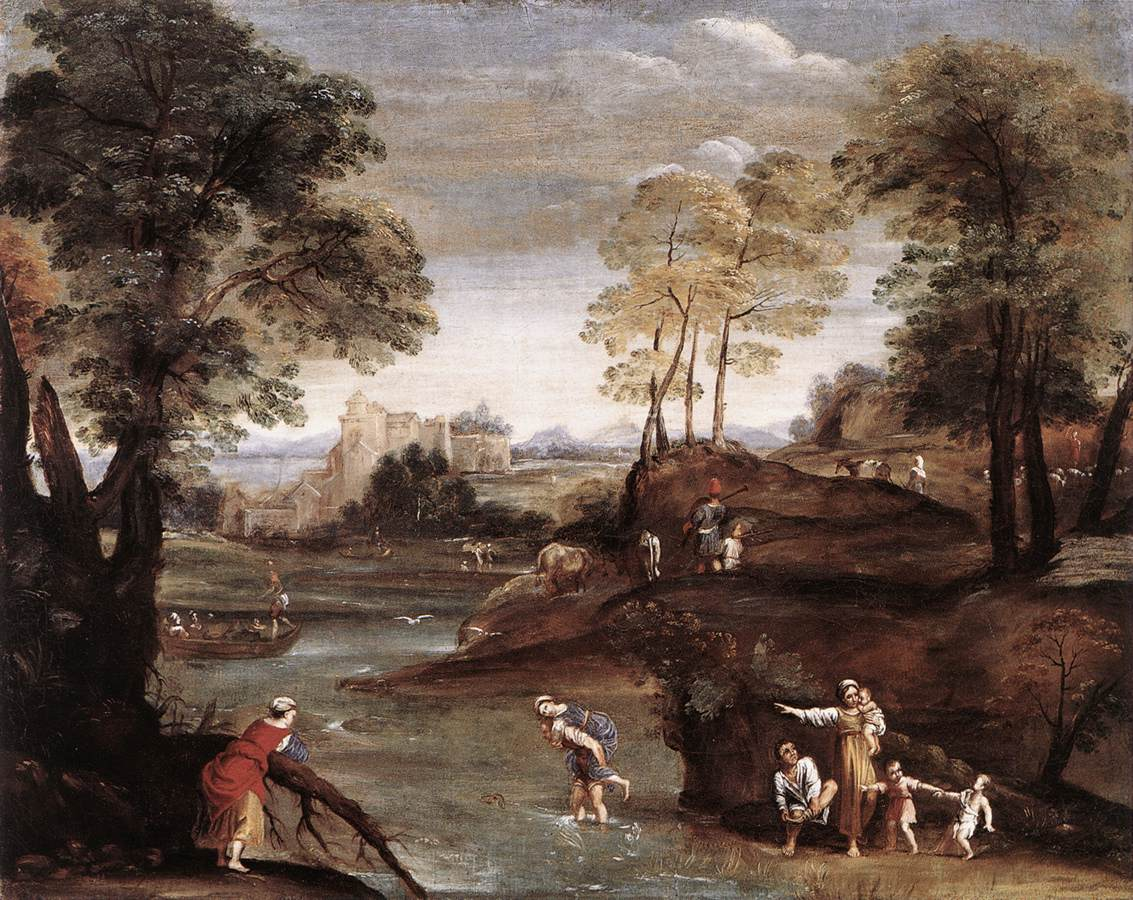
Landschaft mit Teich, Öl auf Leinwand, 47,0 × 59,5 cm, Galleria Doria Pamphilj, Rom

Er wurde als Sohn von Valeria und Zampiero de’ Zampieri (dialektal für „Giampiero Giampieri“) am 21. Oktober 1581 in Bologna geboren und 8 Tage später getauft (Roio, 1995, S. 287, Anm. 23). Der Vater war ein recht wohlhabender Schuster. Domenichinos frühe Biografen Carlo Cesare Malvasia und Giovan Battista Passeri berichten, dass er eine Schwester namens Gentile und einen Bruder Gabriele hatte; dokumentiert ist auch ein Bruder Sebastiano (Guerra, 1844).
Domenichino war kurzfristig ein Schüler des Denys Calvaert, bei dem er sich jedoch nicht besonders wohl gefühlt haben soll. Um 1595 wechselte er in die Schule der Carracci, insbesondere zu Ludovico Carracci. Von Anfang an fiel er durch ein schüchternes und zurückhaltendes Wesen und durch ein langsames, sorgfältiges Arbeiten auf. Zu seinen Studien gehörten Kopien nach antiken Reliefs und Statuen und der großen Klassiker der Renaissance, beispielsweise Raffaels Hl. Caecilia. Auf Reisen nach Parma, Modena und Reggio lernte er außerdem die Werke von Correggio und Parmigianino kennen, die einen bleibenden Einfluss auf ihn haben sollten. Als Mitarbeiter der Carracci-Werkstatt nahm er zwischen 1598 und 1600 an der Dekoration des Oratorio di San Colombano teil.
Nachdem er Zeichnungen nach Raffaels Fresken im Vatikan gesehen hatte, folgte er seinen Freunden (oder Kollegen) Guido Reni und Francesco Albani wahrscheinlich im Frühjahr 1602 nach Rom. Dort trat er in die Werkstatt von Annibale Carracci ein und wurde bald dessen Lieblingsschüler, was allerdings ein Grund für Eifersüchteleien der anderen Mitarbeiter wurde, insbesondere mit Giovanni Lanfranco kam es zu einer lebenslangen Rivalität.

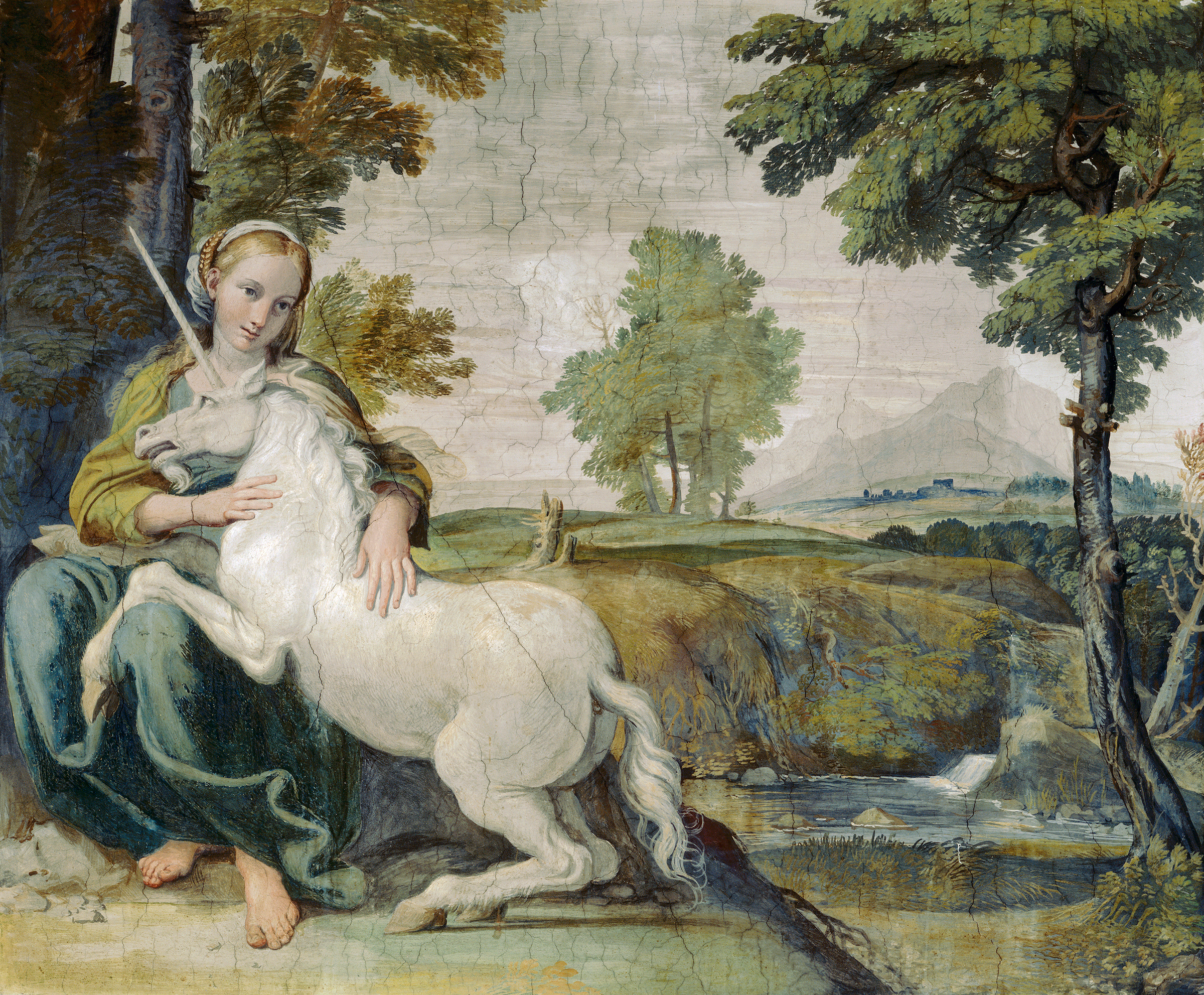
Domenichino, wahrscheinlich nach Entwurf von Annibale Carracci (?): Das Mädchen mit dem Einhorn, um 1605, Fresko in der Galerie des Palazzo Farnese, Rom

Prägend war Domenichinos Mitarbeit an Annibale Carraccis Dekorationen im Palazzo Farnese, wo er wahrscheinlich nach dessen Ideen in der Galerie das überaus elegante berühmte Fresko der Jungfrau mit dem Einhorn (1604-05) malte. Außerdem dekorierte Domenichino die Garten-Loggia des Palastes mit drei Szenen aus den Metamorphosen des Ovid (später abgenommen und heute im Inneren des Palazzo). Alle genannten Arbeiten fallen durch ihre poetischen Landschaften auf, die auch später einen wichtigen Teil von Domenichinos Produktion ausmachten.
Seine ersten eigenständigen Arbeiten waren die Vision des hl. Hieronymus (National Gallery, London) und das Opfer des Isaak (Kimbell Art Museum, Fort Worth), die er vor oder um 1603 für den Kardinal-Nepoten Pietro Aldobrandini malte.
Domenichinos wichtigster Freund und Förderer wurde der Sekretär des Kardinal Aldobrandini, Giovanni Battista Agucchi, der den Maler jahrelang in seinem Hause wohnen ließ und bei ihm außer verschiedenen kleinen Bildern in Öl auf Kupfer und Landschaften auch die drei Lünetten mit dem Leben des hl. Hieronymus (1604-05) am Portikus der Kirche Sant’Onofrio al Gianicolo bestellte. Ein Porträt Giovanni Battista Agucchis in den Uffizien wird ebenfalls Domenichino zugeschrieben. Nach dem Tode von Kardinal Girolamo Agucchi, dem Bruder Giovanni Battistas, im April 1605 entwarf Domenichino auch dessen Grabmonument in San Pietro in Vincoli, für das er sogar eigenhändig mindestens einen der Bukrane am Sarkophag geschaffen haben soll.
Über die Vermittlung Annibale Carraccis erhielt Domenichino 1608 von Kardinal Odoardo Farnese den Auftrag für die Dekoration der Kapelle der heiligen Gründer in der Abbazia di San Nilo in Grottaferrata südlich von Rom. Bei seinen dortigen streng realistischen Fresken orientierte er sich an dem Vorbild von Raffaels Stanzen im Vatikan.

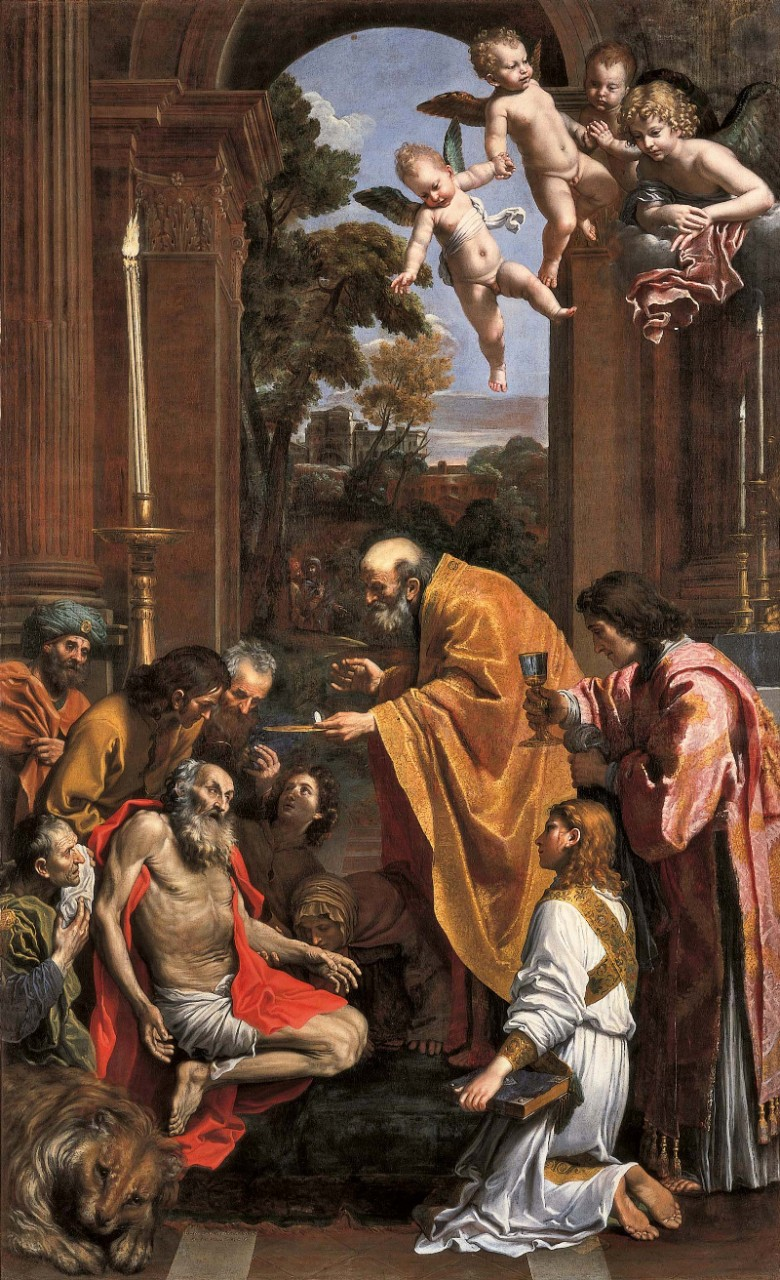
Die letzte Kommunion des hl. Hieronymus, 1612–1614, Öl auf Leinwand, Pinacoteca Vaticana

1609 malte er im Auftrag des Kardinals Scipione Borghese in Rom in San Gregorio al Celio das Fresko Geißelung des hl. Andreas, gleichzeitig und in einer Art (offenbar vom Kardinal arrangierten) „Wettbewerb“ mit Guido Reni, der am selben Ort die Szene des Hl. Andreas, zum Martyrium geführt schuf. Eine bekannte Anekdote von Bellori (1672/2009, S. 319) erzählt, dass Annibale Carracci Domenichinos Bild den Vorzug gab, indem er auf das Verhalten einer alten, ungebildeten Frau hinwies, die angesichts von Renis Fresko ungerührt blieb, aber vor Domenichinos Bild große emotionale Anteilnahme gezeigt habe.
Von 1612 bis 1614 schuf er eins seiner größten und berühmtesten Meisterwerke, Die letzte Kommunion des hl. Hieronymus (heute in der Pinacoteca Vaticana), die eine langanhaltende Debatte auslöste, weil sie offensichtlich auf das Vorbild eines gleichnamigen Gemäldes von 1590 von Agostino Carracci in der Certosa von Bologna zurückgeht. Domenichino wandelte den Bildaufbau jedoch deutlich ab und kam zu einer eigenen außerordentlich wirkungsvollen Komposition. Von Lanfranco wurde er öffentlich des Plagiats bezichtigt, aber andererseits galt dieses Bild schon zu Domenichinos Lebzeiten und darüber hinaus als eine der glanzvollsten Leistungen der barocken Malerei.
Etwa zur selben Zeit entstand der Freskenzyklus über das Leben der hl. Caecilia in der Cappella Polet in San Luigi dei Francesi, mit offenen Zitaten der Antike und von Raffael, Polidoro da Caravaggio, Annibale Carracci sowie Reni.
Einen Höhepunkt seines Schaffens erreichte Domenichino in den Jahren 1616–1617 mit mehreren heute noch berühmten Gemälden. Für Pietro Aldobrandini malte er die Jagd der Diana (Galleria Borghese, Rom), eine ganz eigentümliche Interpretation dieses Themas, inspiriert von einem Bacchanal Tizians. Als allerdings Scipione Borghese das Bild in der Werkstatt Domenichinos sah, wurde er von einer solchen Besitzgier ergriffen, dass er nicht davor zurückschreckte, den Maler ins Gefängnis werfen zu lassen, bis dieser bereit war, es dem Borghese abzutreten. Aldobrandini war einer der wichtigsten Mäzene Domenichinos, für den er etwa zur selben Zeit auch einen Freskenzyklus über Apollo mit Landschaften in dessen Villa Villa Aldobrandini in Frascati schuf, zusammen mit Giovanni Battista Viola und Alessandro Fortuna. Ebenfalls für Aldobrandini schuf er die Decke in Santa Maria in Trastevere, mit einer kleinen Himmelfahrt Mariä, die am 9. Dezember 1617 der Öffentlichkeit präsentiert wurde.

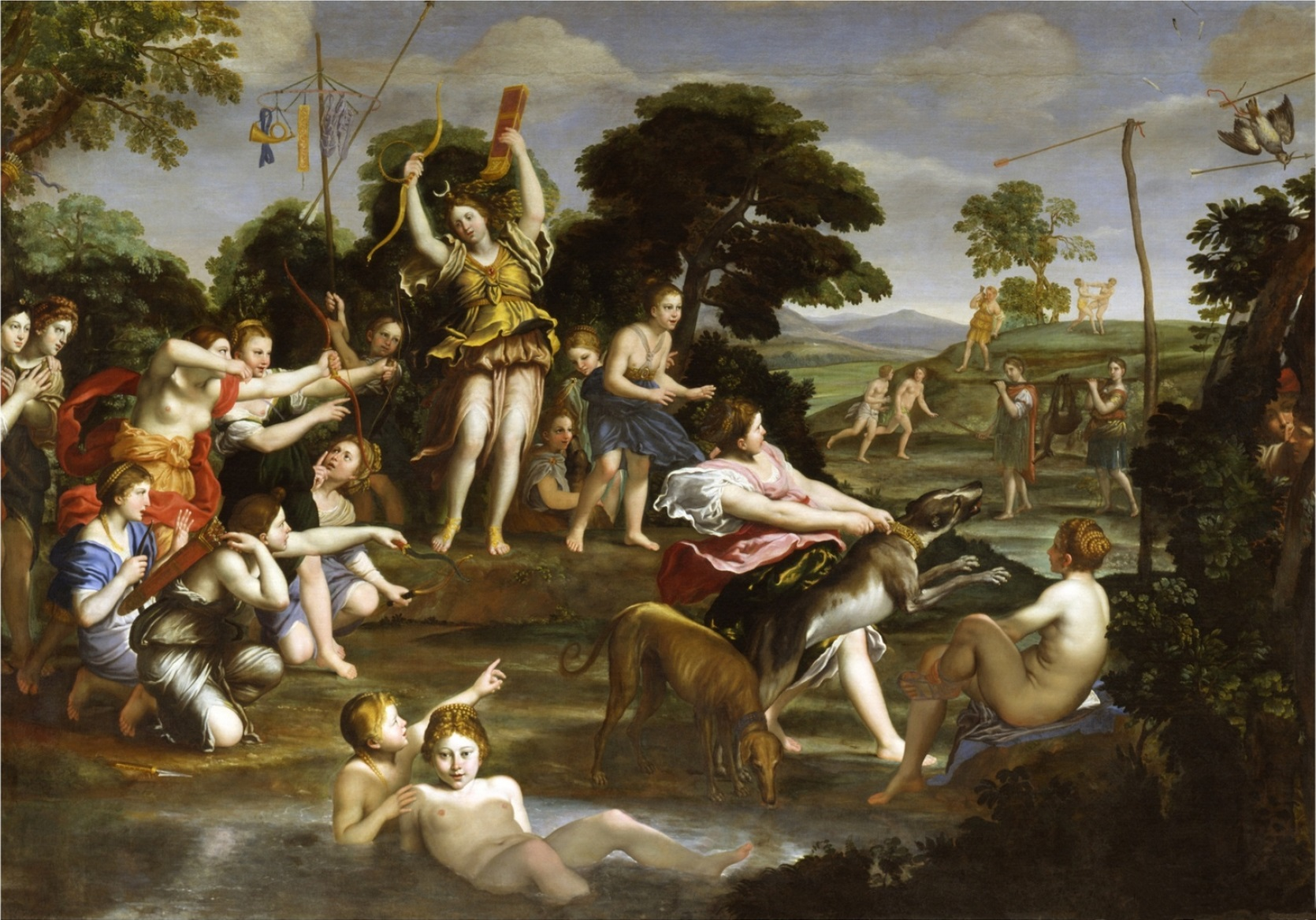
Die Jagd der Diana, 1616–17, Öl auf Leinwand, 225 × 320 cm, Galleria Borghese, Rom

Domenichinos berühmte Hl. Caecilia im Louvre (Paris) entstand ebenfalls im Zeitraum 1616-17 für Kardinal Alessandro Ludovisi.
1618 ging er nach Fano, um in der dortigen Kathedrale die Familienkapelle des Juristen Guido Nolfi auszumalen, für die fabelhafte Summe von 4000 Scudi. Für Nolfi malte er auch zwei von drei Versionen der Madonna mit der Rose (in Poznań, Chatsworth House und Privatsammlung).
Danach kehrte er nach Bologna zurück, wo er unter anderem das exquisite Bild König David spielt Harfe (Schloss Versailles) malte und die Aufträge für die beiden großen Altarbilder der Rosenkranzmadonna und des Martyriums der hl. Agnes erhielt, welche er erst 1625 in Rom fertigstellte (beide heute in der Pinacoteca Nazionale, Bologna).
Domenichino heiratete am 27. April 1620 Marsibilia Barbetti in der Bologneser Kirche Santa Maria Maggiore; das Ehepaar hatte zwei frühverstorbene Söhne und eine Tochter Maria Camilla, an der der Maler sehr hing. Der erstgeborene Sohn Rinaldo wurde am 6. Februar 1621 im Dom von Bologna von Kardinal Alessandro Ludovisi getauft, der nur drei Tage später zum Papst gewählt wurde, und besser als Gregor XV. bekannt ist. Dieser holte Domenichino wenig später nach Rom und ernannte ihn zum General-Architekten der Camera apostolica. Zu Domenichinos zahlenmäßig begrenzten architektonischen Projekten gehörten Entwürfe für die Kirche Sant’Ignazio und für die Fassade zu Sant’Andrea della Valle (heute in Windsor Castle).

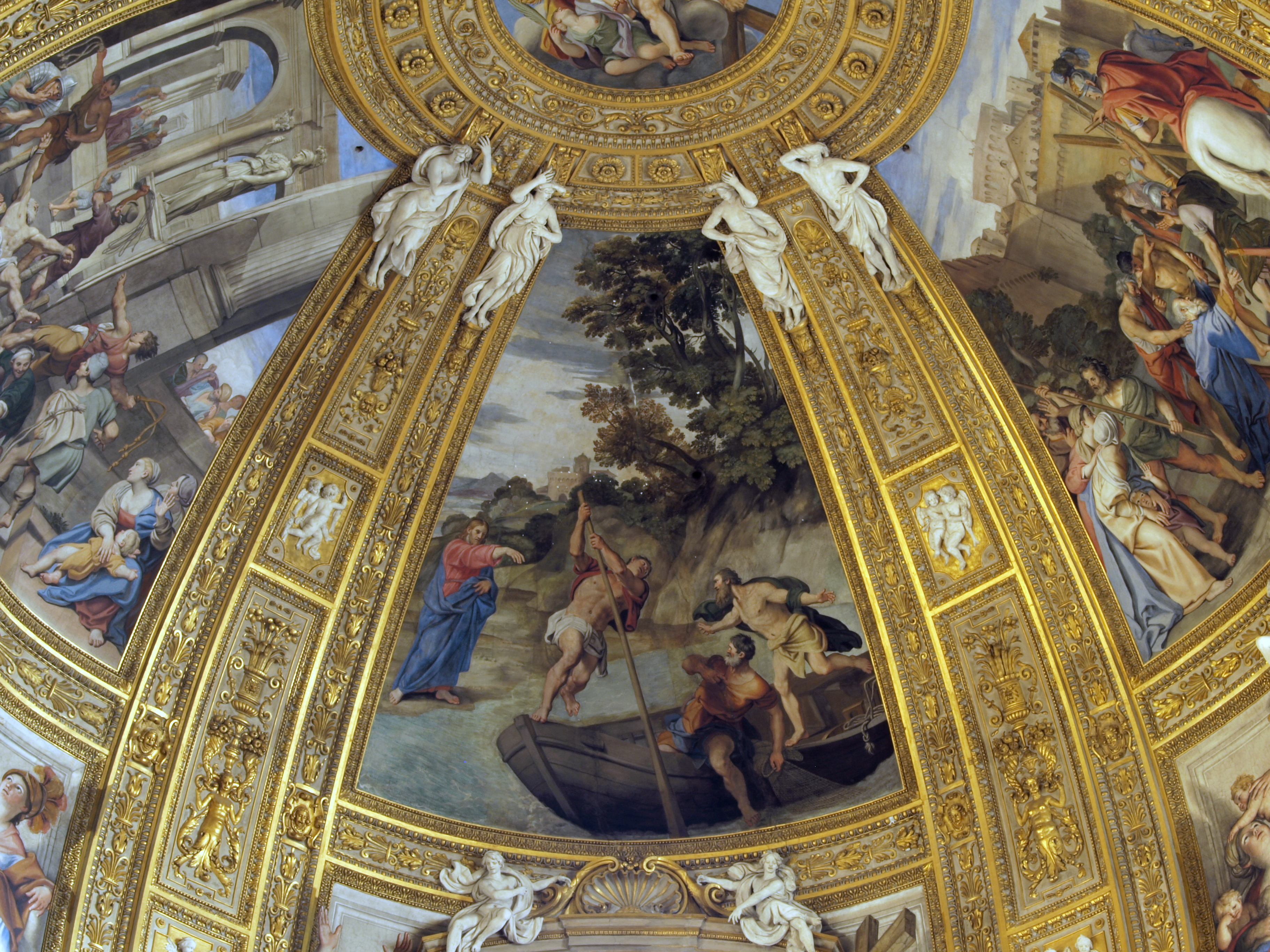
Freskendekor Leben des hl. Andreas (Ausschnitt), 1622 und 1627, Sant’Andrea della Valle, Rom

Zu seinen bekanntesten Werken gehört die Dekoration in Fresko und Stuck im Apsisgewölbe von Sant’Andrea della Valle, die er zwischen 1622 und 1627 für Kardinal Alessandro Peretti di Montalto mit Szenen aus dem Leben des hl. Andreas und Tugenden bemalte; in den Kuppel-Pendentifs schuf er außerdem die Fresken mit den vier Evangelisten. Ursprünglich sollte Domenichino auch die ganze Kuppel ausmalen, aber dieser Auftrag ging schließlich an Giovanni Lanfranco, dessen Fresken stark mit dem Klassizismus von Domenichino kontrastieren und wesentlich moderner wirken, bereits im Sinne eines emotional bewegten Hochbarock.
Während seiner römischen Zeit schuf Domenichino außerdem Fresken im Casino dell’Aurora der Villa Ludovisi und im Palazzo Costaguti (einst: Patrizi), sowie in der Kirche San Carlo ai Catinari (1629-30). Dank der Intervention von Kardinal Francesco Barberini, dem Taufpaten von Domenichinos Tochter Maria Camilla, erhielt er den Auftrag für ein Altarbild in einer Kapelle des Petersdoms, das Martyrium des hl. Sebastian, das sich heute in Santa Maria degli Angeli befindet.
Die vielen Aufträge und Domenichinos notorisch langsames Arbeitstempo machten immer häufiger die Mitwirkung der Werkstatt notwendig, unter anderem von Antonio Barbalonga aus Messina, dessen Hand in der Dekoration der Cappella Merenda in Santa Maria della Vittoria und bei dem Hl. Franziskus in Ekstase in Santa Maria della Concezione identifiziert werden konnte.
Im November 1629 wurde er zum Leiter (principe) der Accademia di San Luca gewählt, aber auf Druck von Francesco Barberini ging dieser prestigereiche Posten stattdessen an Gian Lorenzo Bernini. Die herbe Enttäuschung über diese Zurücksetzung spielte wahrscheinlich eine Rolle, als Domenichino im Jahr darauf, am 11. November 1630, den bedeutenden Auftrag für die Ausmalung der Cappella del Tesoro di San Gennaro im Dom von Neapel annahm.

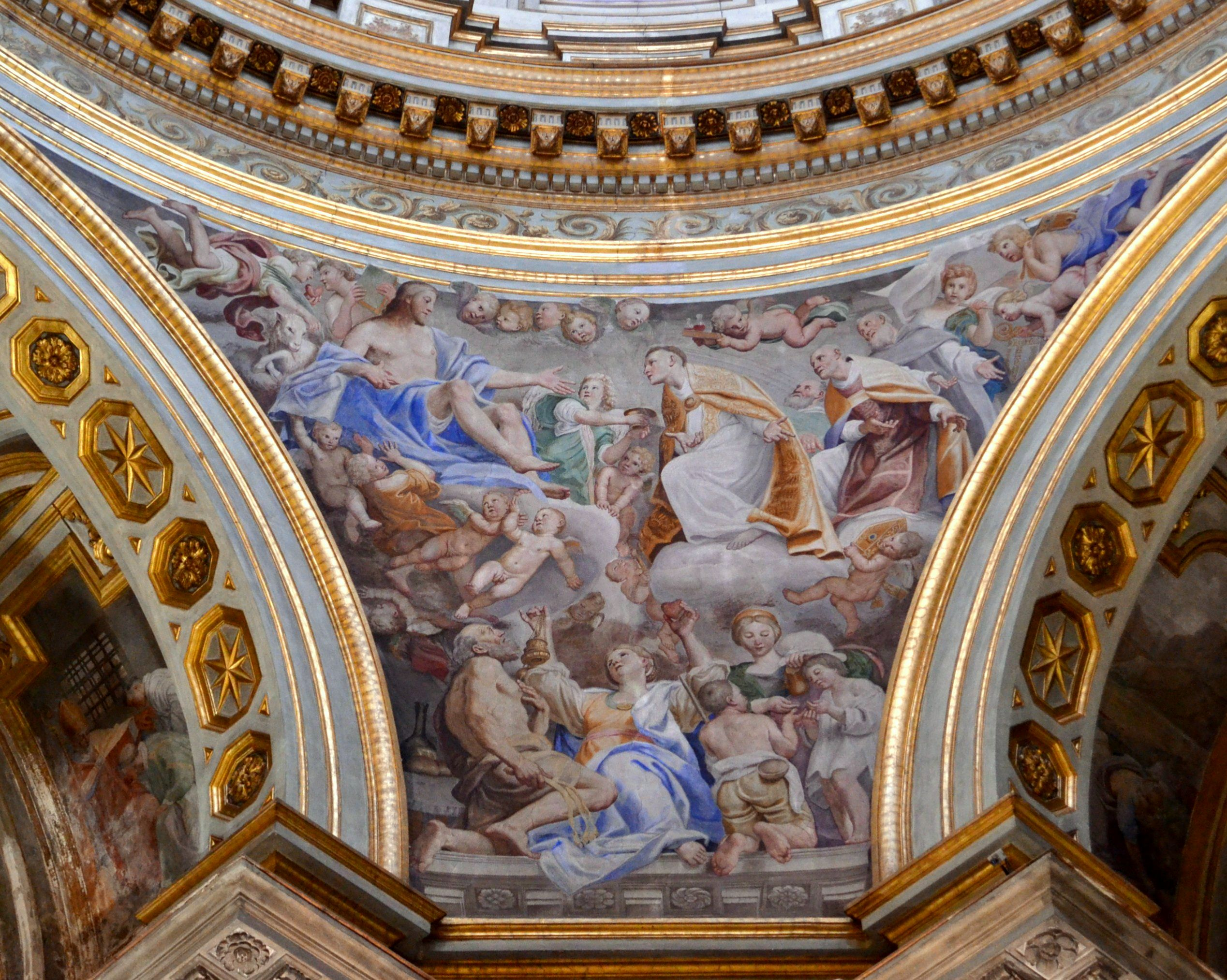
Christus mit den Hl. Gennaro, Agnello abate und Agrippina, Fresko von Domenichino in der Cappella del Tesoro di San Gennaro, Dom von Neapel

Ab Mai 1631 lebte er in Neapel, wo er an den zahlreichen Fresken und Altarbildern in der Cappella del Tesoro arbeitete, die eins seiner größten Meisterwerke sind und wo er seinen bis dahin sehr klassizistischen Stil in eine bewegtere, barockere Richtung änderte. In Neapel litt er unter einer feindseligen und missgünstigen Atmosphäre, die ihm von den eifersüchtigen lokalen Künstlern entgegengebracht wurde. Wahrscheinlich wurde er auch regelrecht von der berüchtigten „Kabale von Neapel“ bedroht, jedenfalls flüchtete er 1634 nach Frascati, wo er von Kardinal Ippolito Aldobrandini und dessen Sekretär Francesco Angeloni vorübergehend aufgenommen wurde.

Nach einem kurzen Aufenthalt in Rom, wo er mit dem Bild Begräbnis eines römischen Imperators für Philipp IV. von Spanien (1634-36; Madrid, Prado) begann, und nach einer Intervention der sogenannten Deputierten der Cappella del Tesoro, die ihn zurückholen wollten, ging er im Juni 1635 zurück nach Neapel, um sein unvollendetes Werk fertigzustellen. Ab 1638 begann er mit den fünf Altarbildern in Öl auf Kupfer. Domenichino begann auch bereits mit dem Kuppelfresko, konnte seine Arbeiten in der Cappella del Tesoro jedoch nicht mehr beenden, da ihm der Tod am 6. April 1641 zuvorkam. Domenichino selber hatte kurz zuvor in seinem Testament den Verdacht geäußert, dass man ihn vergiften wolle, was durchaus vorkam und auch von späteren Autoren für möglich gehalten wurde, aber nicht nachgewiesen ist.
Domenichino wurde im Dom von Neapel bestattet. Die Kuppel der Cappella del Tesoro wurde nach seinem Tode von Lanfranco ausgemalt.
In Rom hielten die Mitglieder der Accademia di San Luca 1642 in Anwesenheit von Kardinal Barberini beim Palazzo della Cancelleria eine Gedächtnisfeier zu Domenichinos Ehren ab, bei der sein späterer Biograf Passeri die Gedenkrede hielt.

## Stil und Bedeutung

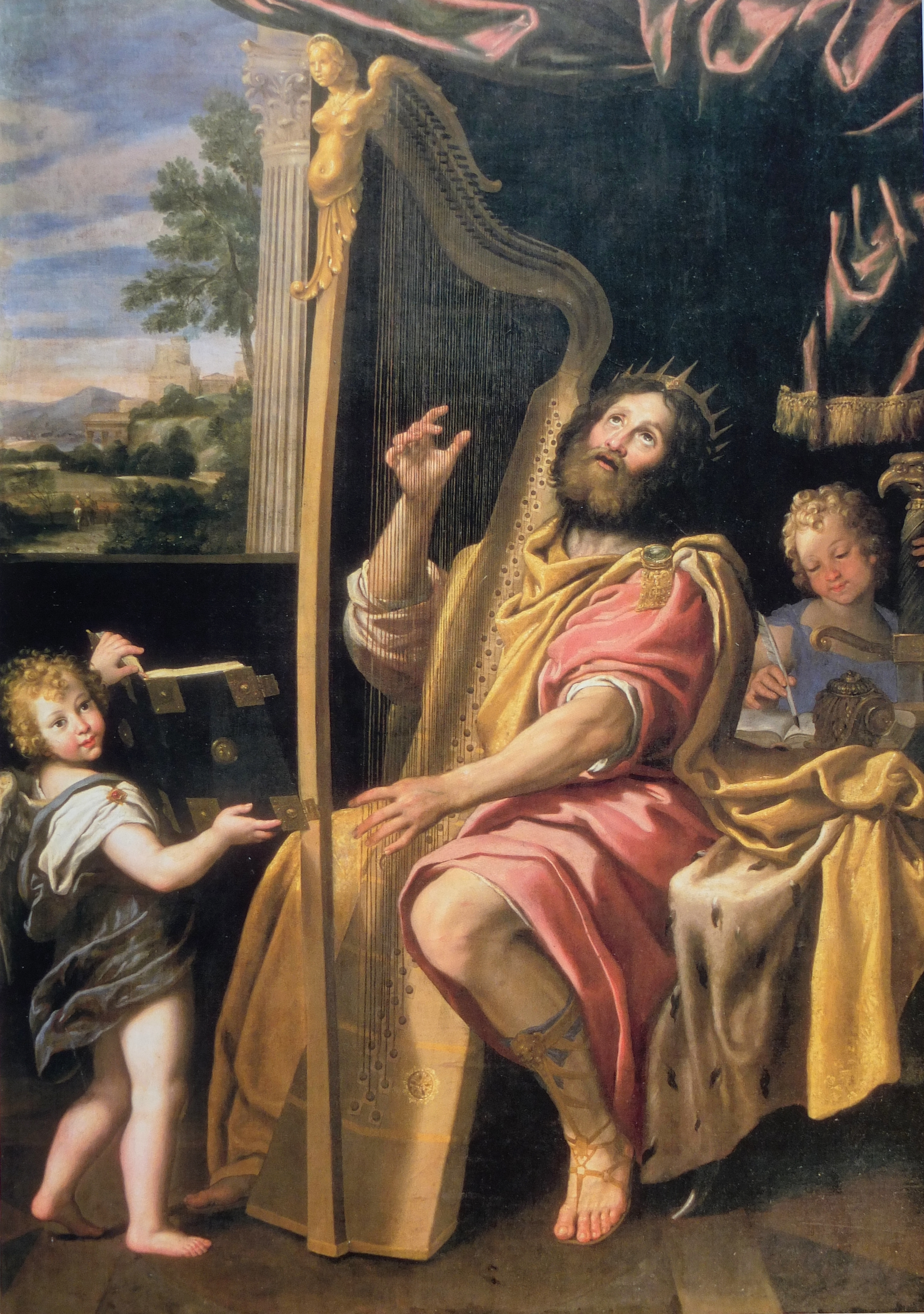
König David mit der Harfe, um 1619, Öl auf Leinwand, Schloss Versailles

Domenichino war im zweiten und dritten Jahrzehnt des 17. Jahrhunderts nach dem Weggang von Reni der angesehenste Künstler in Rom, nach 1620 neben Lanfranco. Domenichinos klassischer Stil ist vor allem durch Annibale Carracci und durch die Stanzen Raffaels im Vatikan, sowie durch das Studium der Antike inspiriert. Im Gegensatz zu Reni kombinierte er das mit einer gewissen Lieblichkeit und Süße der weiblichen, kindlichen und Engels-Figuren, bei denen er sich von Correggio und Parmigianino inspirieren ließ. Correggios Sfumato übernahm er jedoch nicht, Domenichinos Zeichnung ist klarer und sein Farbauftrag erinnert eher an die venezianische Schule, insbesondere an Tizian. Sein Stil strahlt besonders in den Fresken immer eine gewisse Natürlichkeit aus, auch wenn seine Figuren zuweilen etwas starr wirken. Gegen Ende der 1620er Jahre und noch verstärkt bei seinen Werken in der Cappella del Tesoro in Neapel macht sich eine Hinwendung zur bewegteren Dynamik des Barock bemerkbar.

Seine ganz große Stärke waren die durch Annibale Carracci angeregten idyllischen Landschaften, die von meist religiösen oder mythologischen Gestalten bevölkert sind. Seine Landschaften hatten einen direkten Einfluss auf jüngere Künstler wie Claude Lorrain und Gaspar Dughet; zu Domenichinos Bewunderern gehörte auch Nicolas Poussin, der ihm ebenfalls viel verdankt.
Domenichino gehörte im 18. Jahrhundert zu den meist verehrten Künstlern, fiel aber im 19. Jahrhundert, ähnlich wie Guido Reni und die gesamte Bologneser Schule, in Ungnade. Diese Entwicklung wurde nicht zuletzt durch den einflussreichen englischen Kunstkritiker John Ruskin und dessen persönliche Abneigung gegen diese Epoche ausgelöst. Seit dem späten 20. Jahrhundert ist das Verständnis für die klassische Eleganz Domenichinos und der anderen Carracci-Nachfolger wieder gestiegen.

## Bildergalerie

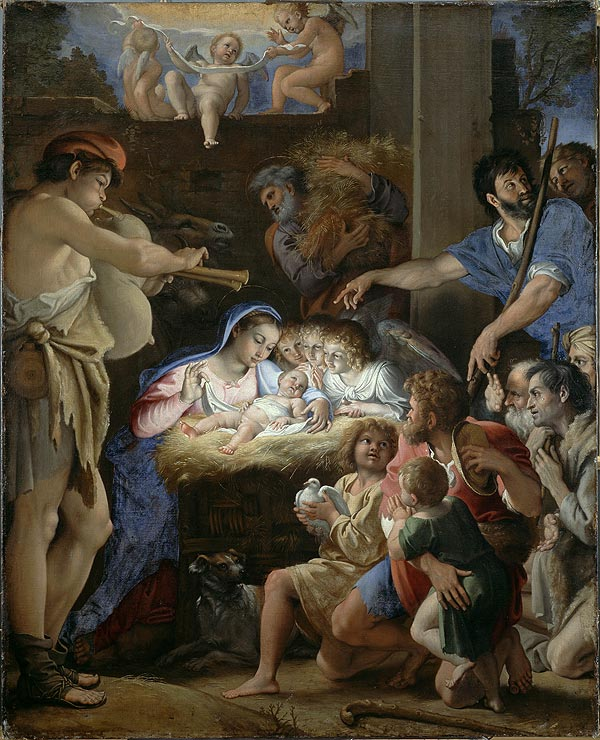
Die Anbetung der Hirten, ca. 1607–10, National Gallery of Scotland, Edinburgh
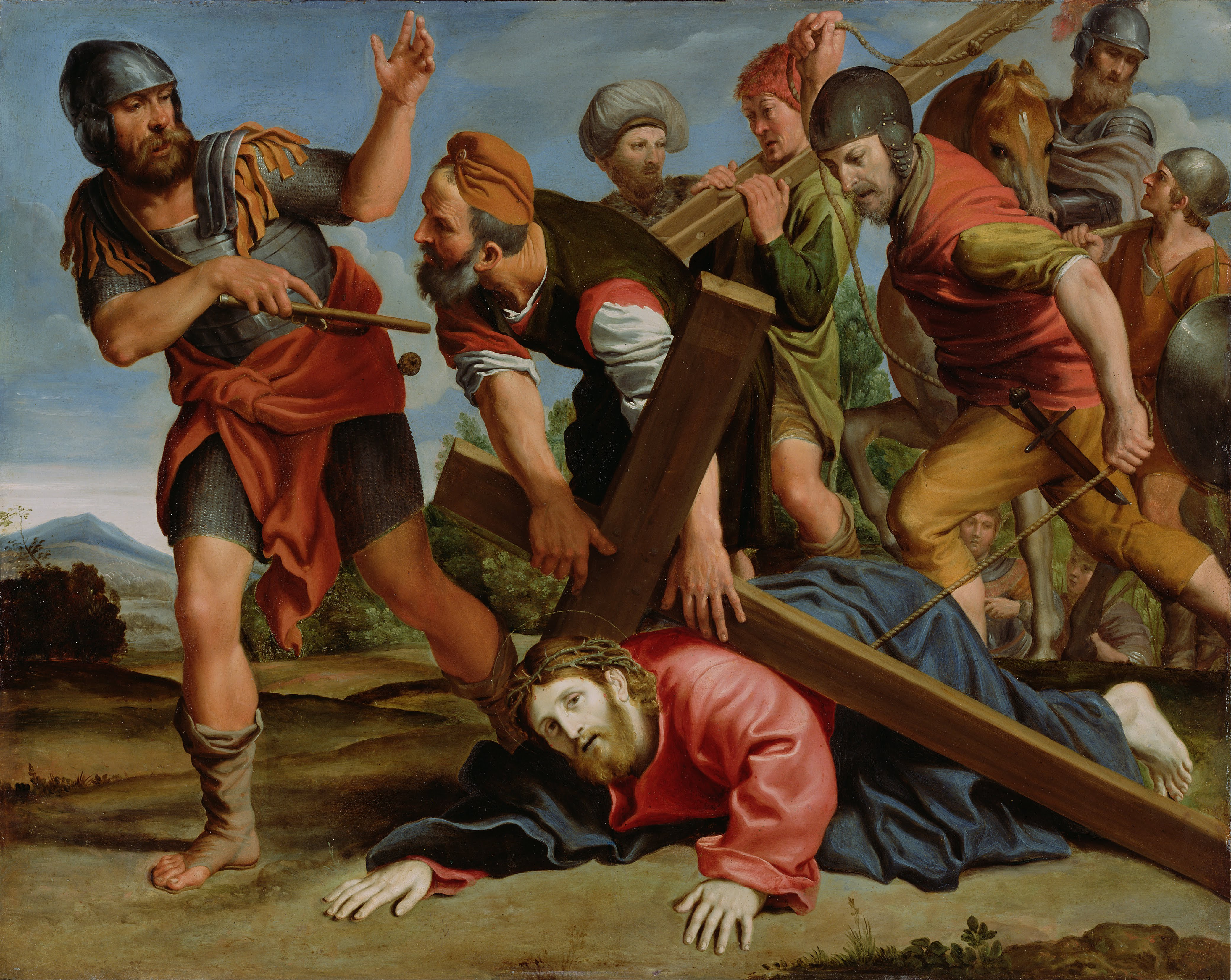
Der Weg zum Kalvarienberg, um 1610, Öl auf Kupfer, 53,7 × 67,6 cm, Getty Center, Los Angeles
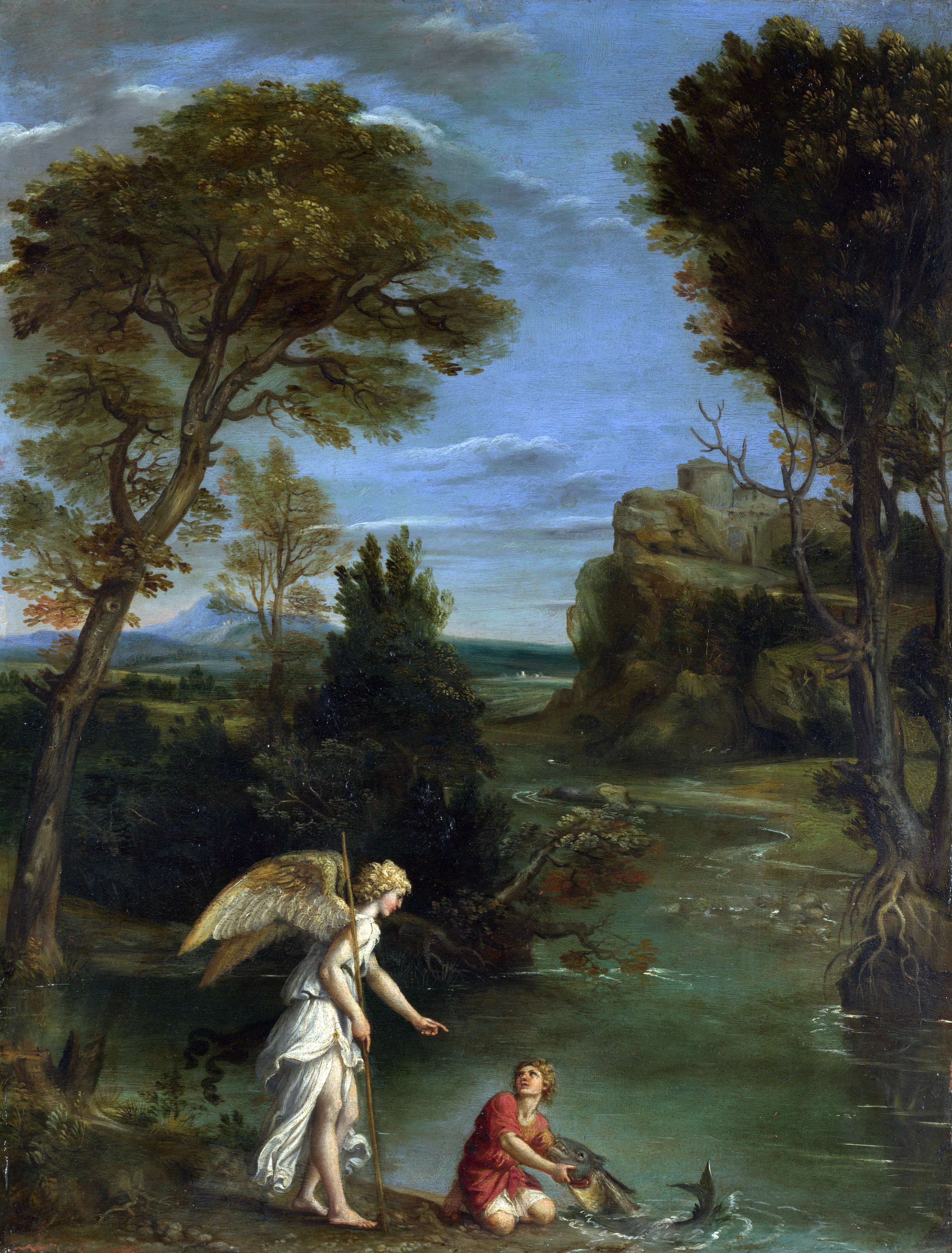
Landschaft mit Tobias, ca. 1610-13, Öl auf Kupfer, 45,1 × 33,9 cm, National Gallery, London
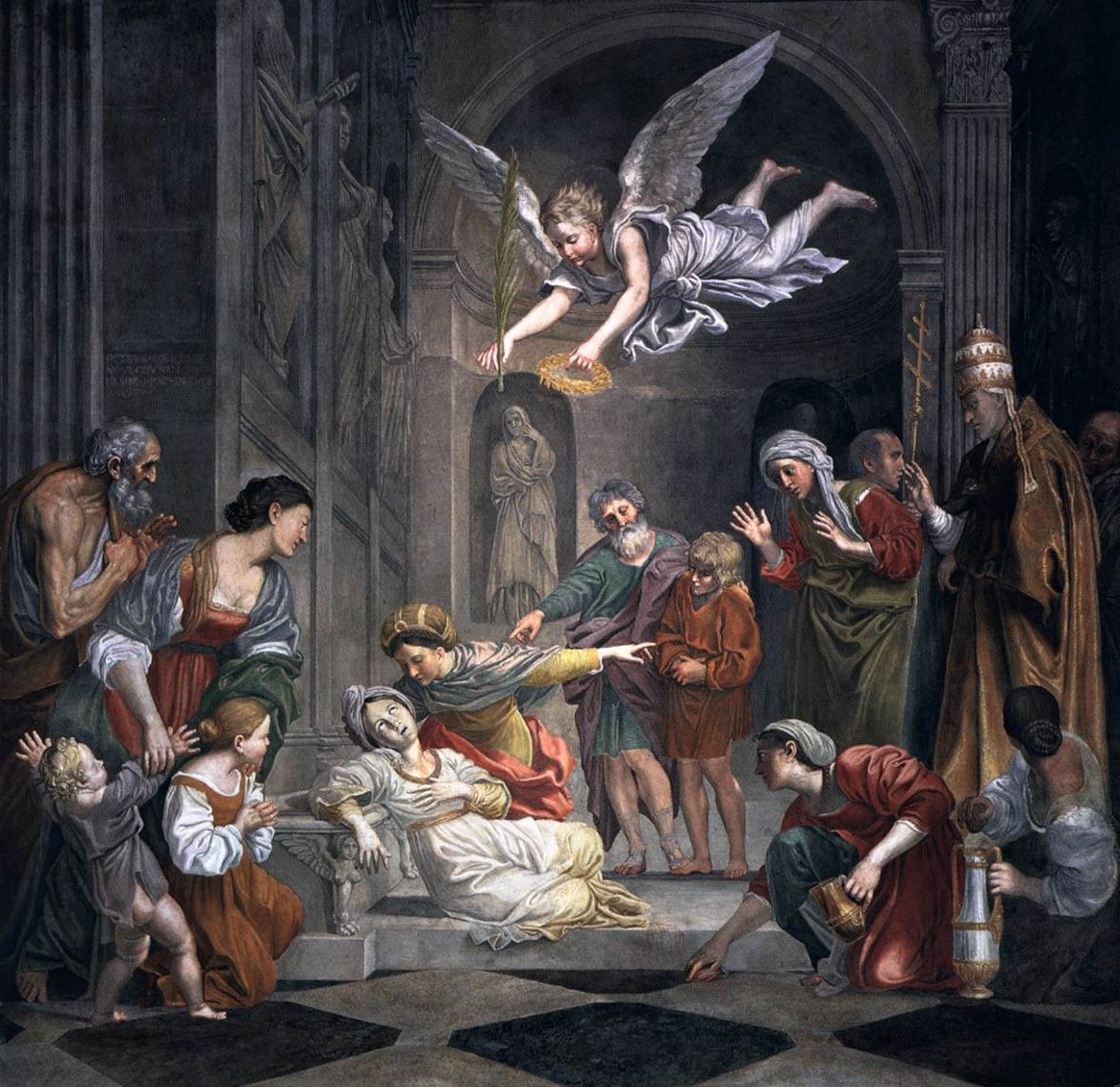
Tod der hl. Caecilia, 1612 und 1615, Fresko in der Cappella Polet, San Luigi dei Francesci, Rom
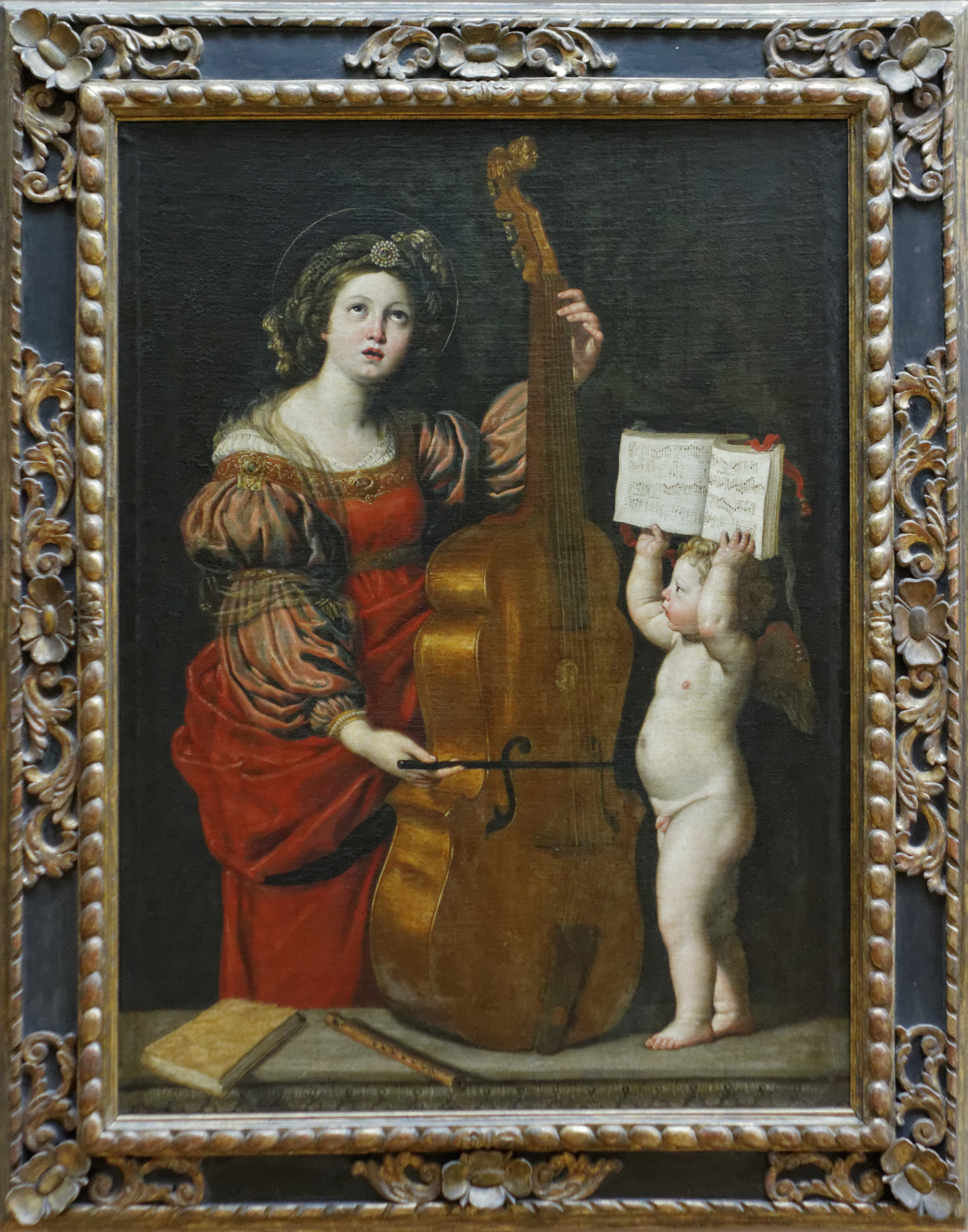
Die hl. Caecilia spielt Gambe, 1616-17, Öl auf Leinwand, 160 × 119 cm, Louvre, Paris
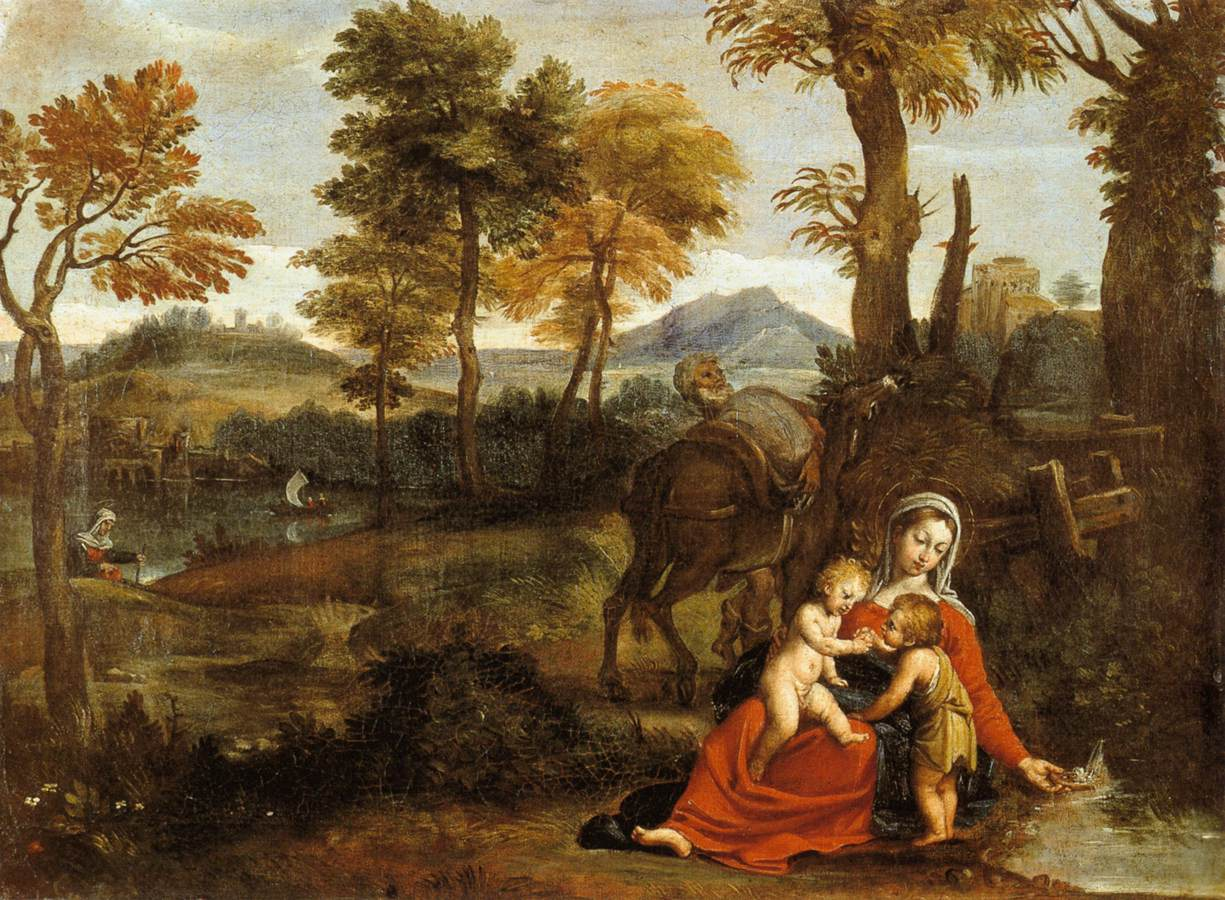
Ruhe auf der Flucht nach Ägypten, um 1605 (?), Öl auf Leinwand, 36 × 48 cm, Musée Mandet, Riom
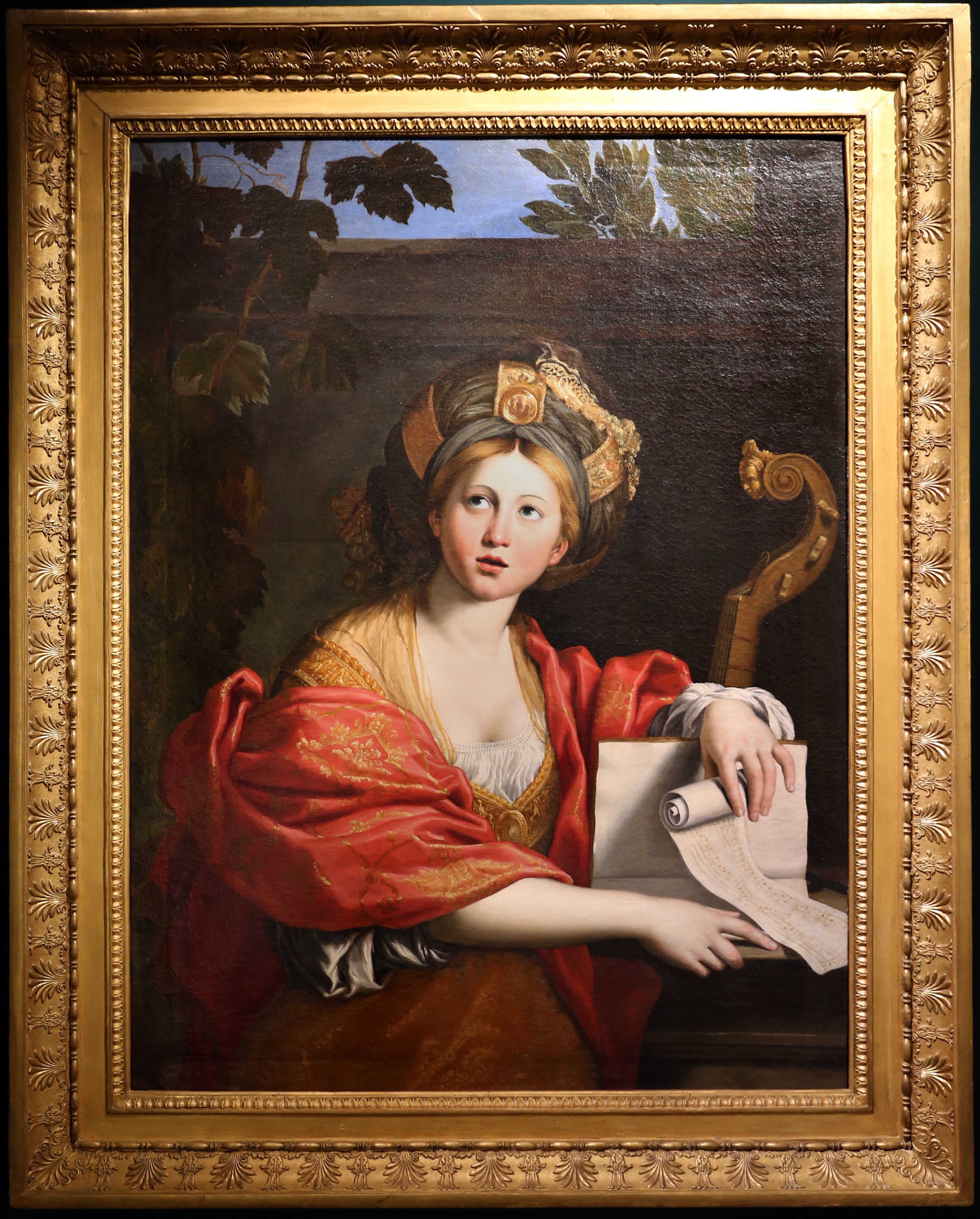
Sibylle (oder Allegorie der Musik ?), 1616-17, Galleria Borghese, Rom
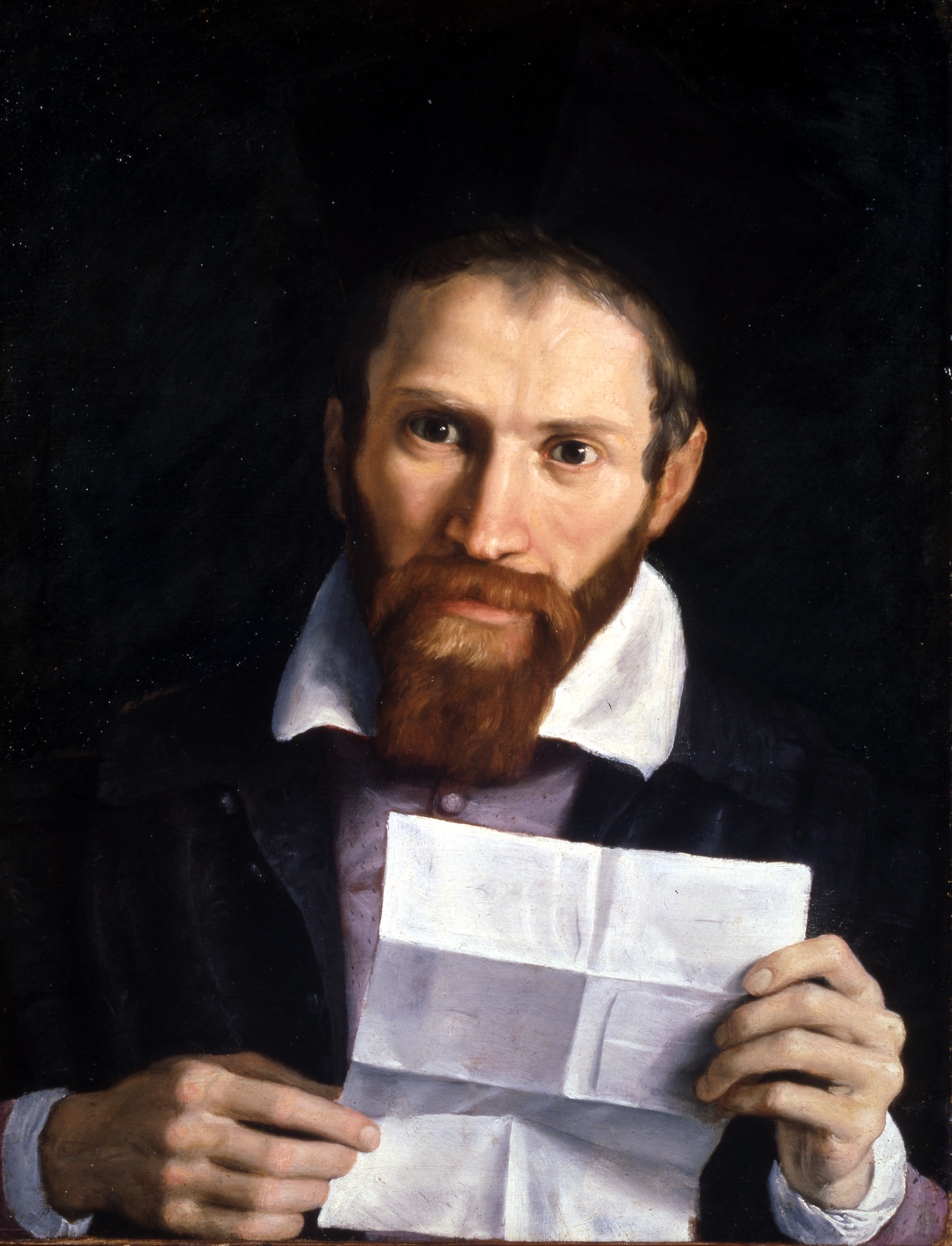
Portrait von Giovanni Battista Agucchi, um 1605, City Art Gallery, York (auch Annibale Carracci zugeschrieben !)
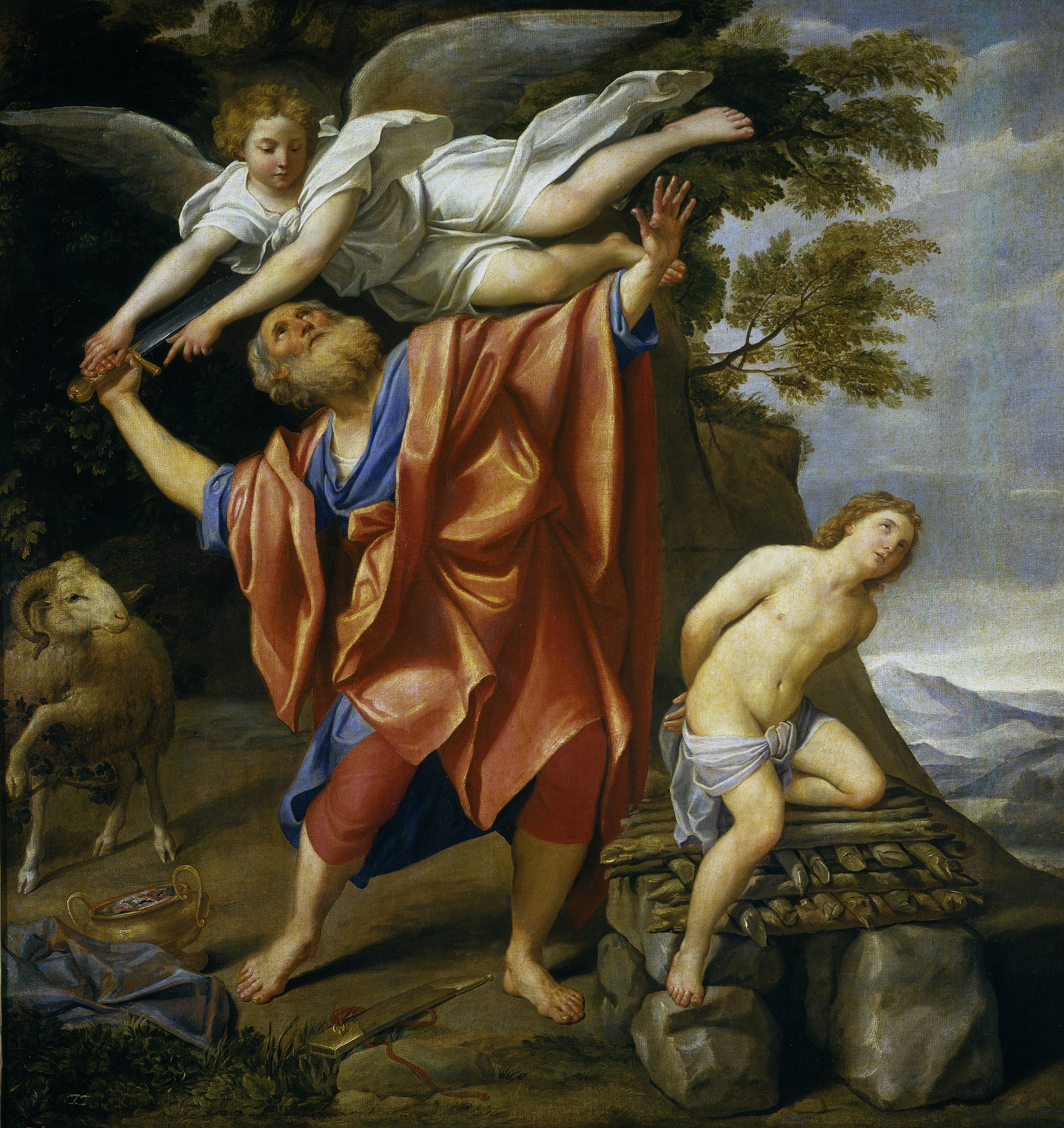
Die Opferung Isaaks, 1627–1628, Öl auf Leinwand, 147 × 140 cm, Prado, Madrid

## Werke (Auswahl)

### Fresken
- drei Szenen aus den Metamorphosen des Ovid (1603-04) und Die Jungfrau mit dem Einhorn (ca. 1604-05; Galerie), Palazzo Farnese, Rom (teilweise nach Ideen oder Entwürfen von Annibale Carracci ?)
- Fresken und Dekor (1608-10) in der Kapelle der heiligen Gründer in der Abbazia di San Nilo, Grottaferrata
- Freskenzyklus über die Göttin Diana, 1609, Villa Giustiniani-Odescalchi, Bassano Romano
- Die Geißelung des hl. Andreas, 1609, San Gregorio al Celio, Rom
- Leben der hl. Caecilia, 1614, Cappella Polet in San Luigi dei Francesi, Rom
- Freskenzyklus über Apollo mit Landschaften, 1616-17, dessen Villa, Frascati; heute teilweise in London (zusammen mit Giovanni Battista Viola und Alessandro Fortuna)[1]
- Deckenfresko Himmelfahrt Mariä und Dekoration, 1617, Santa Maria in Trastevere, Rom
- Fresken (1618) in der Cappella Nolfi im Kathedrale von Fano
- Landschaft mit Liebenden, ca. 1621-22, Casino dell’Aurora der Villa Ludovisi, Rom
- Die Wahrheit, entschleiert von der Zeit, ca. 1621-22, Palazzo Costaguti (früher: Patrizi), Rom
- Leben des hl. Andreas und Tugenden (Apsisgewölbe) und vier Evangelisten (Kuppel-Pendentifs), 1622-27, Sant’Andrea della Valle, Rom
- Fresken-Ovale (1628) in der Cappella Bandini in San Silvestro al Quirinale, Rom
- Fresken (um 1628) in der Cappella Merenda in Santa Maria della Vittoria, Rom (mit Antonio Barbalonga)
- Die Kardinaltugenden, 1629-30, Fresken der Kuppelpendentifs in San Carlo ai Catinari, Rom
- Freskenzyklus (und Altarbilder) über den hl. Januarius, 1631-41, Cappella del Tesoro di San Gennaro, Dom von Neapel

### Ölgemälde
- Vision des hl. Hieronymus, vor oder um 1603, National Gallery, London
- Opfer des Isaak, vor oder um 1603, Kimbell Art Museum, Fort Worth
- Porträt eines Jünglings, datiert „12. April 1603“, Darmstadt, Hessisches Landesmuseum, Darmstadt
- Susanna und die Alten, 1603, Galleria Doria Pamphilj, Rom
- Leben des hl. Hieronymus, 1604-05, Lünetten am Portikus von Sant’Onofrio al Gianicolo, Rom
- Himmelfahrt des hl. Paulus, Öl auf Kupfer, Louvre, Paris
- S. Girolamo, Öl auf Kupfer, Ashmolean Museum, Oxford
- Landschaft mit Wäscherinnen, Louvre, Paris
- Die Furt, Galleria Doria-Pamphilj, Rom
- Alexander und Timoclea, Louvre, Paris
- Kommunion des hl. Hieronimus, 1614, Vatikanische Museen, Rom
- Schutzengel, datiert 1615, Museo di Capodimonte, Neapel
- Bildnis eines Mannes (Francesco Angeloni ?), Uffizien, Florenz
- Porträt des Kardinals Giovanni Bonsi, Musée Fabre, Montpellier
- Jagd der Diana, 1616-17, Villa Borghese, Rom
- Die Sibylle von Cumae, ca. 1617, Galleria Borghese, Rom
- Die Sibylle von Cumae, ca. 1617, Pinacoteca Capitolina, Rom
- Die persische Sibylle, Wallace Collection, London
- Hl. Caecilia, 1616-17, Louvre, Paris
- Landschaft mit Arbeiten des Herkules, Louvre, Paris
- Landschaft mit Silvia und einem Satyr, Pinacoteca Nazionale, Bologna
- Madonna mit der Rose, um 1618, Chatsworth House (andere Versionen in Posen und Privatsammlung)
- David mit dem Haupt des Goliath, 1618, Museo civico Malatestiano, Fano
- König David spielt Harfe, um 1620, Schloss Versailles
- Rosenkranzmadonna, 1619–1625, (urspr. für die Cappella Ratta in San Giovanni in Monte, Bologna) Pinacoteca Nazionale, Bologna
- Martyriums der hl. Agnes, 1619–1625, (urspr. für das Convento di Sant’Agnese, Bologna) Pinacoteca Nazionale, Bologna
- Die hl. Agnes, um 1620, Hampton Court Palace
- Maria Magdalena in Glorie, um 1620, Eremitage, St. Petersburg
- Martyrium des hl. Petrus von Verona, um 1620, Pinacoteca Nazionale, Bologna
- Landschaft mit Erminia bei den Hirten, 1620er, Louvre, Paris
- Landschaft mit Flucht nach Ägypten, 1620er, Louvre, Paris
- Bekehrung des hl. Paulus, 1621-23, Dom von Volterra
- Martyrium des hl. Sebastian, (urspr. im Petersdom) Santa Maria degli Angeli, Rom (?)
- Thronende Madonna mit Johannes d. Evangelisten und Petronius, 1626-29, Galleria nazionale d’arte antica (Palazzo Barberini), Rom
- Die Opferung Isaaks, 1627–28, Museo del Prado, Madrid
- Hl. Franziskus in Ekstase, um 1628, Santa Maria della Concezione, Rom (zusammen mit Antonio Barbalonga)
- Begräbnis eines römischen Imperators, 1634-36, Museo del Prado, Madrid
- Altarbilder über den hl. Januarius (teilweise unvollendet), 1638-41, Cappella del Tesoro di San Gennaro, Dom von Neapel